# Sosibio de Tarento
Sosibius (en griego: Σωσιβιος, vivió en el siglo III a. C.) fue un Tarentino capitán del cuerpo de guardias Ptolomeo Filadelfo (283-246 a. C.), rey de Egipto. Es bastante probable que fuese el padre de Sosibio, el primer ministro de Ptolomeo Filopator  (221-204 a. C.).